# Ornithoptera victoriae
Ornithoptera victoriae is een vlinder uit de familie van de pages (Papilionidae) en is vernoemd naar koningin Victoria.

## Kenmerken
De spanwijdte van het vrouwtje bedraagt ongeveer 18 cm. De vleugels zijn zwart met witte en gele kleuren. Het veel kleurrijkere mannetje vertoont opvallende groene, gele en oranje weerschijnkleuren.

## Verspreiding en leefgebied
Deze vlindersoort is endemisch op de Salomonseilanden, een eilandengroep ten oosten van Nieuw-Guinea.

## Bedreiging
Ondanks dat de vlinder wettelijk beschermd is, is het verdwijnen van hun leefgebied door land- en bosbouwactiviteiten toch de grootste bedreiging voor deze soort.